# Squadra navale
La squadra navale è il raggruppamento organico di due o più divisioni navali e/o gruppi navali, al cui comando è normalmente posto un ammiraglio di squadra proveniente dal Corpo di stato maggiore che alza la propria insegna sull'albero di maestra della nave sulla quale è  imbarcato.

## Struttura gerarchico-organizzativa tipo
armata navale o flotta: unione di più squadre o divisioni navali, è al comando di un ammiraglio d'armata o di un ammiraglio designato d'armata;
squadra navale: raggruppamento costituito da due o tre divisioni o gruppi navali, è al comando di un ammiraglio di squadra o viceammiraglio, grado equivalente;
divisione navale: raggruppamento di due o tre navi maggiori, al comando di un ammiraglio di divisione;
gruppo navale: composto da due o tre squadriglie di unità maggiori di diverse caratteristiche, è al comando di un contrammiraglio o retroammiraglio;
squadriglia: reparto costituito da tre o quattro unità maggiori, al comando di un capitano di vascello o commodoro;
flottiglia: è composta da due o tre squadriglie di unità minori o sottili, al comando di un ufficiale superiore di vascello;
pattuglia navale: piccolo gruppo composto da almeno 2 unità navali, comandata dall'ufficiale di vascello più alto in grado
unità navale medio/piccola (es: pattugliatore): al comando di un tenente di vascello o sottotenente di vascello;